# Эверс, Иоганн Филипп Густав фон

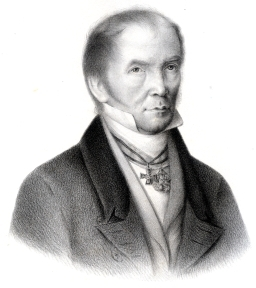
Иоганн Эверс, портрет 1827 года

Иоганн Филипп Густав фон Эверс (нем. Johann Philipp Gustav von Ewers; 1779 или 1781, деревня Амелунксен, близ Беферунгена — 8 (20) ноября 1830, Дерпт) — немецкий и российский историк, профессор и ректор Императорского Дерптского университета, член-корреспондент (1809) и почётный член (1826) Петербургской академии наук.

## Биография
Родился в семье зажиточного крестьянина, в Вестфалии, в деревушке Амелунксене на Везере, близ Беферунгена, которая находилась в то время на территории Падерборнского княжества, 4 июля 1781 года. По другим сведениям он родился 22 июля 1779 года.
Первоначальное образование он получил под руководством сельского пастора, а в 1796 году поступил в монастырскую школу в Гольцминдене, (Брауншвейгской провинции), где изучил древние и испанский языки. В 1799 году Эверс отправился в Гёттингенский университет изучать богословие. Эверс для того, чтобы прочитать в подлиннике сочинение копенгагенского епископа Мюнтера «Handbuch der altesten christlichen Dogmengeschichten», он изучил датский язык и в 1802 году перевёл этот труд на немецкий язык. Чтение этого сочинения стало отправной точкой для изучения им всеобщей истории — под руководством Геерена и Шлёцера.
В 1803 году, окончив университет, Эверс перебрался в Лифляндию, где сначала был домашним учителем сына лифляндского помещика Отто фон Рихтера Отто Фридриха фон Рихтера — в имении Вяймела, недалеко от Дерпта.
Вскоре он сблизился с членами Академии наук К. Моргенштерном (в то время, директором университетской библиотеки в Дерпте), А. Х. Лербергом и Ф. И. Кругом.
В декабре 1806 года Эверс анонимно выпустил книгу «О положении крестьян в Эстляндии и Лифляндии», изданную Дерптским университетом, где на основе математического анализа доказывал, насколько несовершенен и невыгоден для крестьянства Эстляндии закон 1804 года. Книга стала известна в Петербурге и, хотя была изъята из обращения, император Александр I оставил себе экземпляр в качестве справочника о положении крестьянства в прибалтийских губерниях, а Комиссия по пересмотру аграрного законодательства в Прибалтике, созданная им, в дальнейшем использовала методические приемы Эверса для вычисления доходности крестьянских хозяйств.
После того как были напечатаны его сочинения «О происхождении русского государства. Опыт изучения его истории по источникам» и «Об источниках Правды Ярославичей», 25 января 1809 года, по рекомендации Круга и Лерберга, он был избран членом-корреспондентом Петербургской академии наук.
В 1809 году по рекомендации Карамзина Эверс был избран членом Московского общества любителей истории и древностей российских. В том же году ему была предложена должность профессора географии, статистики и русской истории в Дерптском университете.
В 1816 году он выбран был проректором, а в 1818 году — ректором. В 1826 году Эверс занял кафедру государственного народного права и политики. С 1813 по 1826 годы занимал ещё другие кафедры. Одновременно с этим, он с 22 ноября 1826 года был утверждён императором Николаем I председателем цензурного комитета в Дерпте (как ректор Дерптского университета).
Был избран почётным членом Санкт-Петербургской академии наук, Московского и Петербургского университетов, нескольких иностранных обществ.
Был кавалером орденов Анны 1-й и Владимира 3-й степени. Был произведён в чин действительного статского советника.
Скончался в Дерпте 8 (20) ноября 1830 года после тяжёлой болезни.

## Научные взгляды
Развитие общества Эверс представлял как процесс перехода от семьи к роду и далее от племени к государству. Эта концепция оказала влияние на государственную школу русской историографии.
В ранних работах, посвящённых истории Древней Руси, Густав Эверс высказал оригинальное мнение о хазарском происхождении варягов. Хазар он, в духе представления, разделяемого многими исследователями того времени, считал предками вольных людей — казаков. Крепостное право он считал явлением, противоречащим республиканскому (в понимании Иммануила Канта, не исключающем власть императора) духу русского народа, несвойственным русским и искусственно привнесённым в результате переписи населения монголо-татарами в 1257 году. Позже эту же мысль развивал и М. М. Сперанский, хотя и не ссылался на Эверса. Эверс первым обосновал тезис о способности восточных славян к самостоятельному образованию государства в «доваряжский» период.
В 1810 году Густав Эверс опубликовал «Неприятные воспоминания об Августе Людвиге Шлецере». В 1814 году в книге «Предварительные критические исследования для российской истории» (переведена с нем. М. Погодиным в 1825 году) Густав Эверс выдвинул гипотезу о том, что Аскольд и Дир были венграми и соплеменниками Олега. В 1826 году вышла работа «Древнейшее русское право в историческом его раскрытии» (на русском языке издана в 1835 году). Вслед за Михайло Ломоносовым Эверс считал, «невероятным», что бы сведения о Рюрике не дошли по преданию ни до одного скандинавского писателя и назвал шведа П. Петрея «простодушным пустомелей». Эверс указывал, что наиболее точным соответствием имени Рюрик является позднеримское Ruricius. Отсутствие упоминаний о Рюрике в скандинавских источниках Эверс охарактеризовал в своём труде «Vom Ursprunge des russischen Staats» как «убедительное молчание». Именно Эверс установил позднее появление названия области Рослаген (1295) от которого норманисты производили имя Русь.

## Научные труды
- Vom Ursprunge des russischen Staats (1808, в русском переводе 1825 года «О происхождении Русского государства»)
- Kritische Vorarbeiten zur Geschichte derRussen (1814)
- Geschichte der Russen (1816, в русском переводе «История руссов»)
- Das älteste Recht der Russen in seiner geschichtlichen Entwicklung (1826, в русском переводе 1835 года «Древнейшее русское право в историческом его раскрытии»)
- Ueber die Quellen der Jaroslawischen Prawda.